# Phrynobatrachus asper
Phrynobatrachus asper és una espècie de granota que viu a la República Democràtica del Congo.
Està amenaçat per la pèrdua d'hàbitat per a les activitats agrícoles, l'extracció de fusta i l'expansió dels assentaments humans. La mineria artesanal està en curs dins de l'abast de l'espècie. Es va planificar una carretera dins de l'àrea de distribucióper a l'extracció comercial d'or i coltà i l'explotació forestal. A més, la gent està captada per menjar.